# Diplonevra aurihalterata
Diplonevra aurihalterata är en tvåvingeart som beskrevs av Borgmeier 1923. Diplonevra aurihalterata ingår i släktet Diplonevra och familjen puckelflugor. Inga underarter finns listade i Catalogue of Life.